# Runstraat 33

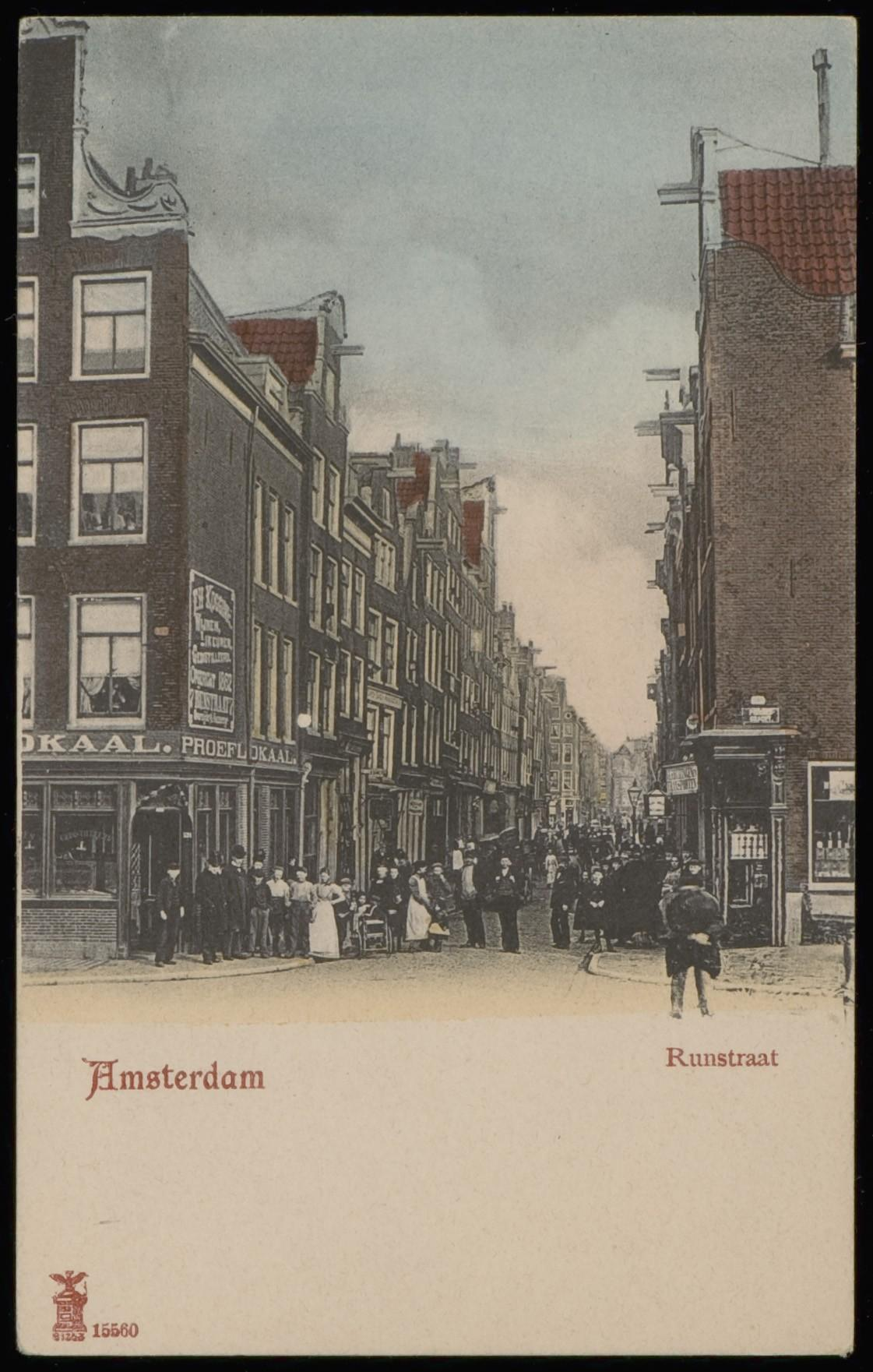
Uiterst rechts Runstraat 33 (±1900)

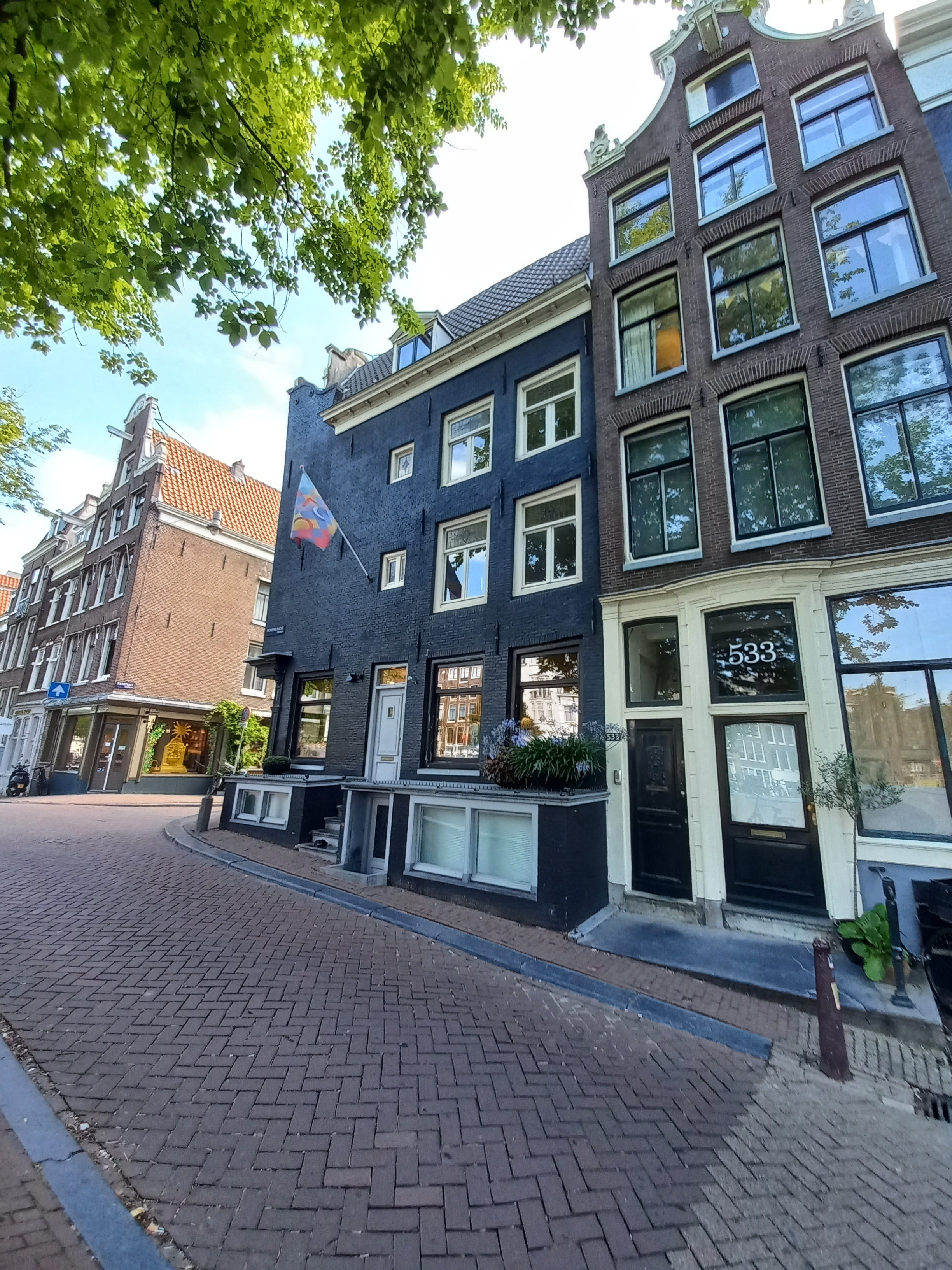
Zijgevel Runstraat 33 met pothuizen (2025)

Runstraat 33 te Amsterdam is een gebouw op de hoek van de Runstraat en de Prinsengracht in Amsterdam-Centrum.

## Prinsengracht 533-667
De Prinsengracht werd in gedeelten aangelegd en volgebouwd in de 17e eeuw. Bovenstaande huisnummers bevinden zich tussen de Runstraat (noorden) en Leidsegracht in het zuiden. Straat en gracht werden voor het eerst op de stadsplattegrond van Joan Blaeu uit 1649 aangetroffen. De stad Amsterdam was in de 16e eeuw, voor wat betreft bebouwing, het Singel overgestoken en legde toen in meerdere fases de grachtengordel en de aansluitende Jordaan aan. De Prinsengracht vormt daar de grens tussen beide gebieden.
De bebouwing aan dit deel van de Prinsengracht werd na die eerste bebouwing in de loop der eeuwen steeds aangepast. Er vond op sommige plaatsen een cyclus plaats van bouwen, slopen, bouwen etc., totdat het besef kwam dat sommige panden het behouden waard waren, ook al was de staat van het gebouw matig tot slecht. Er golden vanaf dan strikte maatregelen in het kader van monumentenzorg en Rijksmonumentenregister en voor dit deel ook één gemeentelijk monument in de vorm van de voormalige centrale van de Openbare Bibliotheek Amsterdam op Prinsengracht 587 gebouwd in 1971.

## Gebouw
Het gebouw Runstraat 33 is het eerste gebouw aan dit deel van de Prinsengracht, maar hoewel er wel een toegangsdeur aan de gracht is, heeft het als hoofdadres Runstraat 33. Het gebouw werd op 23 september 1970 opgenomen in het Rijksmonumentenregister onder vermelding van: 
Hoekhuis met halsgevel (1741) en pothuis
Voortaan mochten verbouwingen en renovaties alleen plaatsvinden als er binnen deze omschrijving verbouwd werd. Dat moest een aantal keren, waarbij er twee in 2010 opvielen: in het pand was ooit brandveilig asbest toegepast, dat later vanwege dringende gezondheidsklachten van de gebruikers weer verwijderd moest worden. De andere wijziging was het herstel van de fundering. In de jaren negentig was geconstateerd dat het gebouw per jaar met 1 millimeter de bodem in verdween. Bij die funderingswerkzaamheden moest zorgvuldig met de grond en oude fundering omgegaan worden; onderzoek wees uit dat die wellicht nog van de 17e eeuw dateert. Het monumentschap zorgde er wel voor dat het gebouw sinds 1900 (de eerste beschikbare foto van het gebouw) nauwelijks is aangepast. 
In 1963 is het gebouw gefotografeerd door Bureau Monumentenzorg. Het gebouw heeft vermoedelijk een kelder of souterrain; in de gevel is/was een luchtrooster daartoe geplaatst. De vloer van de winkel ligt echter op maaiveldniveau. De begane grond aan de Runstraat is opgetrokken uit een combinatie van steen en hout (luifel), die eindigt in een houten uitkragende lijst met consoles; de hoek is afgeschuind. Boven de winkel zijn twee woonetages met twee vensters (met glas-in-lood in het bovenlicht) zichtbaar. Daarboven is nog een woonetage, die tussen de twee vensters een voormalige laad- en losopening tot een opslagruimte laat zien. In de halsgevel met klauwstukken bevindt zich de toegang tot de zolder met hijsbalk. De halsgevel is geplaatst voor een puntdak, dat doorloopt tot buurpand Prinsengracht 533. In het puntdak zit aan de kant van de Prinsengracht een dakkapel boven een daklijst. Hier mist een toegang tot de zolder. Daaronder zijn twee woonetages te zien (vensters hebben glas-in-lood bovenlichten) boven een bel-etage, waartoe tussen twee pothuizen een bordes loopt. In een van de pothuizen is een ingang naar de kelder en/of souterrain geplaatst. 